# گروه رونال
گروه رونال (انگلیسی: Ronal Group) شرکت خوشه‌ای سوئیسی است، که در سال ۱۹۶۹ تأسیس شد.